# Поспишил, Давид
Давид Поспишил (чеш. David Pospíšil; род. 9 мая 1970, Пардубице, Восточночешский край) — чехословацкий и чешский хоккеист, нападающий.

## Биография
Практически всю карьеру провёл в чешских клубах. Выступал за «Пардубице» (1987/88, 1990/91 — 1995/96, 2001/02 — 2002/03), «Писек» (1989/90, 1990/91),
«Табор» (1990/91), «Пльзень» (1997/98 — 1999/2000, 2000/2001, 2004/05), «Витковице» (2000/01), «Млада-Болеслав» (2005/06),
«Хрудим» (2006/07 — 2008/09).
В конце 2003 года перешёл в команду российской Суперлиги СКА Санкт-Петербург. До конца сезона провёл 24 матча, набрал 10 (3+7) очков.
Выступал за сборную Чехии.
В сезоне 2012/13 работал тренером в клубах «Краловские Львы» и «Пардубице».